# Izaut-de-l'Hôtel
Izaut-de-l'Hôtel är en kommun i departementet Haute-Garonne i regionen Occitanien i södra Frankrike. Kommunen ligger i kantonen Aspet som tillhör arrondissementet Saint-Gaudens. År 2022 hade Izaut-de-l'Hôtel 293 invånare.

## Befolkningsutveckling
Antalet invånare i kommunen Izaut-de-l'Hôtel
Referens:INSEE